# Pieces of a Dream
Pieces of a Dream – pierwszy album kompilacyjny złożony z największych hitów nagrany przez amerykańską wokalistkę pop Anastacię, wydany dnia 7 listopada 2005 w Europie oraz 15 listopada 2005 w Wielkiej Brytanii. Album znalazł się na oficjalnych listach sprzedaży w wielu krajach, w których został wydany głównie zajmując pozycje w Top 20. Kompilacja zawiera wszystkie single wydane przez wokalistkę z albumów Not That Kind, Freak of Nature i Anastacia, oprócz utworów "Boom" oraz "Love Is a Crime", które zostały umieszczone na innych składankach. Pomimo faktu nie umiejscowienia ich na oficjalnej liście utworów krążka, piosenki te znalazły się na drugim dysku wydawnictwa w limitowanej edycji w wersji zremiksowanej.
Albumu nigdy nie planowano wydać na amerykański rynek muzyczny, jednak kilka miesięcy po premierze kompilacji w Europie krążek wydano jedynie za pośrednictwem witryny internetowej iTunes Store, by po pewnym czasie wycofać go ze sprzedaży.
Wydawnictwo wzbogacone zostało o pięć premierowych nagrań w tym jeden remiks stworzony z najpopularniejszych utworów artystki.

## Listy utworów
Dysk 1 - Edycja standardowa
| #   | Tytuł                                                                   |       |
| --- | ----------------------------------------------------------------------- | ----- |
| 1.  | "I'm Outta Love"                                                        | 04:05 |
| 2.  | "Not That Kind"                                                         | 03:23 |
| 3.  | "Cowboys & Kisses"                                                      | 04:38 |
| 4.  | "Made for Lovin' You"                                                   | 03:38 |
| 5.  | "Paid My Dues"                                                          | 03:22 |
| 6.  | "One Day in Your Life"                                                  | 03:29 |
| 7.  | "Why'd You Lie to Me"                                                   | 03:45 |
| 8.  | "You'll Never Be Alone"                                                 | 04:38 |
| 9.  | "Left Outside Alone"                                                    | 04:18 |
| 10. | "Sick and Tired"                                                        | 03:32 |
| 11. | "Welcome to My Truth"                                                   | 04:04 |
| 12. | "Heavy on My Heart"                                                     | 04:28 |
| 13. | "Everything Burns" (featuring Ben Moody)                                | 03:43 |
| 14. | "I Belong to You (Il Ritmo Della Passione)" (duet z Erosem Ramazzottim) | 04:27 |
| 15. | "Pieces of a Dream"                                                     | 04:03 |
| 16. | "In Your Eyes"                                                          | 04:09 |
| 17. | Club Megamix                                                            | 11:48 |

Dysk 2 - Edycja limitowana
| #   | Tytuł                                                   |       |
| --- | ------------------------------------------------------- | ----- |
| 1.  | "I'm Outta Love" [Hex Hector Radio Edit]                | 04:00 |
| 2.  | "Left Outside Alone" [M*A*S*H Radio Mix]                | 03:57 |
| 3.  | "Paid My Dues" [The S-Man's Darkstar Mix]               | 05:17 |
| 4.  | "Sick and Tired" [Jason Nevins Funkrock Remix Edit]     | 03:24 |
| 5.  | "Why'd You Lie to Me" [Nu Soul Dnb Mix]                 | 06:38 |
| 6.  | "Love Is a Crime" [Thunderpuss Club Mix]                | 07:46 |
| 7.  | "Not That Kind" [Kerri Chandler Mix - Radio Edit]       | 03:45 |
| 8.  | "One Day in Your Life" [Hex Hector/Mac Quayle Club Mix] | 08:26 |
| 9.  | "Left Outside Alone" [Jason Nevins Global Club Edit]    | 03:44 |
| 10. | "Not That Kind" [Ric Wake Club Final]                   | 07:05 |
| 11. | "Love Is a Crime" [Cotto's Doin' the Crime Mix]         | 06:33 |
| 12. | "Boom" [Thunderpuss Tribe-A-Pella Mix]                  | 06:49 |
| 13. | "One Day in Your Life" [Almighty Mix]                   | 06:07 |
| 14. | "Sick and Tired" [Jason Nevins Electrochill Remix Edit] | 03:25 |

## Single
Album promowany był przez trzy single, które zostały oficjalnie wydane na rynki muzyczne w różnych krajach. Pierwszy z nich, "Everything Burns" nagrany wspólnie z Benem Moody'm wydany został dnia 4 lipca 2005 i znalazł się na notowaniu United World Chart. Pozostałe "Pieces of a Dream" oraz "I Belong to You (Il Ritmo Della Passione)" wydane zostały na przełomie 2005 i 2006 roku.

## Pozycje na listach
| Lista sprzedaży (2005)      | Najwyższa pozycja |
| --------------------------- | ----------------- |
| Australia ARIA Albums Chart | 23                |
| Austria IFPI Albums Chart   | 4                 |
| Belgia IFPI Albums Chart    | 8                 |
| Dania IFPI Albums Chart     | 13                |
| Holandia IFPI Albums Chart  | 10                |
| Finlandia IFPI Albums Chart | 17                |
| Irlandia Albums Chart       | 11                |
| Portugalia AFP Albums Chart | 9                 |

| Lista sprzedaży (2005)           | Najwyższa pozycja |
| -------------------------------- | ----------------- |
| Niemcy IFPI Albums Chart         | 7                 |
| Norwegia IFPI Albums Chart       | 11                |
| Nowa Zelandia RIANZ Albums Chart | 26                |
| Szwajcaria IFPI Albums Chart     | 3                 |
| Szwecja IFPI Albums Chart        | 23                |
| UK Albums Chart                  | 6                 |
| Włochy FIMI Albums Chart         | 5                 |
| United World Chart               | 14                |